# 케이윌
케이윌(K.Will, 본명: 김형수, 1981년 12월 30일 ~ )은 대한민국의 가수이자 뮤지컬 배우이다. 케이윌은 본명의 성에서 따온 이니셜 "K"와 "~을 하겠다"란 뜻의 "will"을 조합한 것이다.

## 데뷔
일반 작곡가들로부터 곡을 구입하여 앨범 작업을 하는 대중 가수들에게 노래 가이드를 전문으로 하는 일을 하다가 2005년 11월 10일, KBS2 드라마 《이 죽일 놈의 사랑》 OST "꿈"을 통해서 가수 데뷔를 하였다. 2007년 3월 6일, "왼쪽 가슴"을 타이틀 곡으로 한 첫 정규 앨범을 발표하였고, 2007년 3월 9일, KBS2 《윤도현의 러브레터》를 통해 가수로서 첫 방송출연을 하였다.

## 음반

### 정규 음반
| #   | 음반 정보                                                             | 트랙 리스트 |
| --- | --------------------------------------------------------------------- | --- |
| 1집 | 《왼쪽 가슴》 - 발매일: 2007년 3월 6일                                | 1. 사랑할 때마다 2. Day & Night (Feat. 백지영) 3. 왼쪽 가슴 4. 나 나쁘죠 (Feat. 김태우) 5. 하리오 6. 사랑은 좋은 거 (Feat. Common Ground) 7. 낡은 사랑 8. 버릇 9. You (Feat. 스윗 소로우) 10. 천일 동안 |
| 2집 | 《그립고 그립고 그립다》 - 발매일: 2009년 11월 5일                    | 1. 바람 2. 그립고 그립고 그립다 3. 반복일 뿐이야 4. 최면 (feat. 아웃사이더) 5. 눈물 연못 6. 사랑해 반대말 7. 끊었던 담배 8. 필름이 끊겼다 9. 이별 몰랐던 날 10. 초콜릿 (Project: Color Chocolate) 11. My Last Love 12. 사랑 후유증 13. 다시 사랑하면 안되니 14. 사랑한단 말을 못해서 (소울 스페셜 OST) 15. 나무 16. 소원 (대왕 세종 OST) 17. 내 가슴이 운다 18. 그립고 그립고 그립다 (Inst.) |
| 3집 | 《The 3rd Album Part.1》 - 발매일: 2012년 10월 11일                   | 1. 술래잡기 (Closing My Eyes) (Intro) 2. Butterfly 3. 이러지마 제발 (Please Don`t...) 4. 나가면 고생이야 (Come To My Crib) (Feat. 빈지노) 5. 환상 속의 그대 (Hey You) (Feat. 최자 of 다이나믹듀오) 6. You`re So Beautiful 7. Bluffing |
| 3집 | 《The 3rd Album Part.2 'Love Blossom'》 - 발매일: 2013년 4월 4일      | 1. 봄날의 기억 (Spring Memories) 2. Love Blossom 3. Bon Voyage (Feat. 빈지노) 4. Lay Back 5. 추억이 울려 (Memories Ringing) 6. Marry Me 7. 신호등 앞에서 (Fade Out) |
| 4집 | 《The 4th Album Part.1 'Nonfiction'》 - 발매일: 2017년 9월 26일       | 1. 안녕 가을 2. Nonfiction (실화) 3. 미필적 고의 (Feat. 소유) 4. 서성거려 5. Fall In Love 6. 흩어져 간다 7. Here I Am 8. 실화 (Inst.) |
| 4집 | 《The 4th Album Part.2 '想像;Mood Indigo'》 - 발매일: 2018년 11월 6일 | 1. Melody 2. 그땐 그댄 3. 착해지지 마요 (Feat. 화사 of 마마무) 4. 어머님께 전화해 (Feat. 매드클라운) 5. Delete 6. 너란 별 7. wake |

### EP
| #   | 음반 정보                                              | 트랙 리스트 |
| --- | ------------------------------------------------------ | --- |
| 1st | 《눈물이 뚝뚝》 - 발매일: 2009년 3월 31일              | 1. The Present 2. 1초에 한방울 (Feat. 개코 of 다이나믹 듀오) 3. 눈물이 뚝뚝 4. 소녀, 사랑을 만나다 (With 티파니 of 소녀시대) 5. 쇼핑 6. 러브119 (Love119) (Feat. MC몽) 7. 눈물이 뚝뚝 (Inst.) 8. 소녀, 사랑을 만나다 (Inst.) |
| 2nd | 《가슴이 뛴다》 - 발매일: 2011년 3월 10일              | 1. 분다 2. 입이 떨어지지 않아서 3. 가슴이 뛴다 4. 증상 5. 기가 차 (Feat. Simon D of 슈프림 팀, 효린 of 씨스타) 6. 선물 (Feat. 은지원) 7. 입이 떨어지지 않아서 (Inst.) 8. 가슴이 뛴다 (Inst.)                                 |
| 3rd | 《니가 필요해 (I Need You)》 - 발매일: 2012년 2월 14일 | 1. 부른다 (Calling You) 2. 니가 필요해 (I Need You) 3. 내가 싫다 (I Hate Myself) 4. 못된생각 (Nothing Left) 5. Will이라고 해 (I'm Will) 6. 네 곁에 (I'll Be With You) 7. 니가 필요해 (I Need You) (Inst.)                    |
| 4th | 《Will in FALL》 - 발매일: 2013년 10월 18일            | 1. Fall In Fall 2. 촌스럽게 왜 이래 (You don't know love) 3. 니가 아닌 것 같아 (It's not you) 4. 첫사랑은 죽었다 (First love end) 5. Bubble (Narr. 보라 of 씨스타) 6. 말실수 (A Slip of the tongue)                          |
| 5th | 《ONE FINE DAY》 - 발매일: 2014년 6월 26일             | 1. 넌 너무 예뻐 (So Pretty) 2. 오늘부터 1일 (Day 1) 3. Sweet Girl (Feat. LE of EXID) 4. 화창한 날에 (A Bright Day) 5. 사귀어 볼래 (Love Love Love) 6. 끝번호 (Last Digit)                                                    |
| 6th | 《RE:》 - 발매일: 2015년 3월 25일                      | 1. 꽃이 핀다 2. 그 남자 작곡 3. 그때 만약 4. 우린 너무 멀리 있다 5. 왼손을 잡고 6. 시간은 거꾸로 흐른다 |

### 디지털 싱글
| #  | 음반 정보                                                                | 트랙 리스트                                                                             |
| -- | ------------------------------------------------------------------------ | --------------------------------------------------------------------------------------- |
| 1  | 〈하리오〉 - 발매일: 2007년 6월 26일                                     | 1. 하리오 (Sweet Mix) 2. 하리오 (Club Mix)                                              |
| 2  | 〈러브119〉 - 발매일: 2008년 12월 2일                                    | 1. 러브119 (Love119) (Feat. MC 몽) 2. 나무 3. 러브119 (Love119) (Inst.) 4. 나무 (Inst.) |
| 3  | 〈1초에 한방울〉 - 발매일: 2009년 6월 4일                                | 1. 1초에 한 방울 (Feat. 개코 of 다이나믹 듀오) A Mix                                    |
| 4  | 〈선물〉 - 발매일: 2010년 3월 10일                                       | 1. 선물 (Feat. 은지원) 2. 선물 (Inst.)                                                  |
| 5  | 〈기가 차〉 - 발매일: 2011년 1월 21일                                    | 1. 기가 차 (Feat. 슈프림팀, 씨스타)                                                     |
| 6  | 〈지금처럼 (We Never Go Alone)〉 - 발매일: 2012년 6월 11일               | 1. 지금처럼 (We Never Go Alone) 2. 지금처럼 (We Never Go Alone) (Inst.)                 |
| 7  | 〈놀아도〉 (with 차쿤) - 발매일: 2013년 1월 12일                         | 1. 놀아도 2. 놀아도 (Inst.)                                                             |
| 8  | 〈니가 하면 로맨스〉 - 발매일: 2016년 1월 6일                            | 1. 니가 하면 로맨스 (Feat. 다비치)                                                      |
| 9  | 〈요리 좀 해요〉 (with 정기고, 주영, 브라더수) - 발매일: 2016년 2월 15일 | 1. 요리 좀 해요 (Cook For Love)                                                         |
| 10 | 〈The Day〉 (with 백현) - 발매일: 2016년 5월 13일                        | 1. The Day 2. The Day (Inst.)                                                           |
| 11 | 〈빈티지박스 Vol. 1〉 (with 매드 클라운) - 발매일: 2016년 9월 26일       | 1. 그게 뭐라고                                                                          |

## 참여 음반
2005년
- 2005년 11월 10일 발매 이 죽일 놈의 사랑 O.S.T 《꿈》

2006년
- 2006년 3월 23일 발매 임정희 2집 《운명 /Feat.케이윌》
- 2006년 6월 9일 발매 이 죽일 놈의 사랑 O.S.T 홍콩판-A Love To Kill(這該死的愛電視原聲帶)《꿈》
- 2006년 9월 4일 발매 신드롬 O.S.T 《바보처럼》
- 2006년 10월 26일 발매 엄정화 9집 《Come2me /Feat.케이윌》MV 출연

2007년
- 2007년 5월 7일 발매 에픽 하이 "Music is My Life Part2" 《Music /Feat.케이윌》
- 2007년 5월 17일 발매 쩐의 전쟁 O.S.T 《혼자 지는 달》
- 2007년 8월 17일 발매 8eight 1집 《들어요 /Feat. 임정희&케이윌》
- 2007년 10월 4일 발매 임정희 3집 《들어요 /Feat. 케이윌》
- 2007년 10월 16일 발매 혜미 1집 《You're My Everything /Feat. 케이윌》
- 2007년 11월 2일 발매 수호 비정규앨범-TO.U 《그냥 이렇게 /Feat. 케이윌》

2008년
- 2008년 3월 25일 발매 쩐의 전쟁 O.S.T-The Original 《혼자 지는 달》
- 2008년 6월 13일 발매 대왕 세종 O.S.T 《소원》

2009년
- 2009년 6월 15일 발매 찬란한 유산 O.S.T Part.2 《사랑은 벌이다》
- 2009년 6월 18일 발매 MBC 음악여행 라라라 Live Vol.5 《지금 이 순간》《Over The Rainbow》
- 2009년 8월 6일 발매 마이티 마우스 비정규앨범-Love Class(EP) 《WHY /Feat. 케이윌》
- 2009년 8월 25일 발매 Color Chocolate [Single] 《초콜릿》
- 2009년 9월 22일 발매 쏘울 스페셜 O.S.T 《사랑한단 말을 못해서》
- 2009년 11월 13일 발매 쏘울 스페셜 O.S.T Part.3 《사랑한단 말을 못해서》
- 2009년 11월 24일 발매 진한 커피 7집[편집앨범] 《눈물이 뚝뚝》
- 2009년 11월 24일 발매 MelOn Nominees 2009 《눈물이 뚝뚝》
- 2009년 11월 25일 발매 타우 비정규앨범-내여자친구를소개합니다 《내 여자친구를 소개합니다 /Feat. 케이윌》
- 2009년 12월 22일 발매 눈 내리는 마을 [Digital Single] 《눈 내리는 마을 /with. 케이윌》

2010년
- 2010년 2월 5일 발매 산부인과 O.S.T Part.1 《사랑까진 안돼요》
- 2010년 2월 16일 발매 산부인과 O.S.T Part.2 《사랑까진 안돼요》
- 2010년 4월 28일 발매 이상 비정규앨범-여친소 《여친소 /Feat. 케이윌》
- 2010년 5월 11일 발매 김현식 20th Anniversary-비처럼 음악처럼 《눈내리던 겨울 밤》
- 2010년 5월 12일 발매 블루브랜드 2집-Trauma Part1 《아무 말도 하지마 /Feat. 케이윌》
- 2010년 5월 13일 발매 젊제연 프로젝트-인사(人事)-연.애.별(緣.愛.別) 《버스가 떠난 뒤에 /Feat. 케이윌》
- 2010년 6월 21일 발매 나비 비정규앨범-우리 정말 사랑했어요 《우리 정말 사랑했어요 /with. 케이윌》
- 2010년 7월 29일 발매 길미 1집-Love Actually 《미안해 사랑해서/Feat. 케이윌》
- 2010년 8월 6일 발매 지아 비정규앨범-Difference(EP) 《사랑을 가르쳐 주세요/Feat. 케이윌》
- 2010년 11월 5일 발매 Various Artists-Road for Hope(선물) 《선물/with. 케이윌》
- 2010년 11월 24일 발매 대물 O.S.T Part.6 《태양》

2011년
- 2011년 5월 4일 발매 최고의 사랑 O.S.T Part.1 《리얼러브송》
- 2011년 11월 25일 발매 스타쉽 플래닛(STARSHIP PLANET) 《핑크빛 로맨스 (Pink Romance)》

2012년
- 2012년 4월 11일 발매 더킹 투하츠 O.S.T Part.2 《사랑이 운다》
- 2012년 9월 26일 발매 아랑사또전 O.S.T Part.7 《사랑은 그대다》
- 2012년 11월 29일 발매 Starship Planet 2012 《하얀 설레임 (White Love)》
- 2012년 12월 22일 발매 청담동 앨리스 O.S.T Part.4 《사랑은 이렇게》

2013년
- 2013년 6월 9일 발매 우리 결혼했어요 세계판 O.S.T Part.5 《Marry You》
- 2013년 11월 28일 발매 나쁜기억 《나쁜기억 /Feat. 케이윌》
- 2013년 12월 13일 발매 Starship Planet 2013 《눈사탕 (Snow Candy)》
- 2013년 12월 17일 발매 이단옆차기 프로젝트 Vol. 04 《향수》

2014년
- 2014년 1월 8일 발매 별에서 온 그대 O.S.T Part 2 《별처럼》
- 2014년 2월 11일 발매 썸남썸녀 《썸남썸녀 (Feat. 휘성)》
- 2014년 12월 4일 발매 Starship Planet 2014 《Love is you》
- 2014년 12월 18일 발매 피노키오 O.S.T Part 5 《하나뿐인 사람》

2015년
- 2015년 5월 14일 발매 맨도롱 또똣 OST Part.1 《Thank U》
- 2015년 9월 16일 발매 용팔이 OST Part.5 《내게 와줘서》
- 2015년 12월 2일 발매 Starship Planet 2015 《사르르 (Softly)》
- 2015년 12월 18일 발매 리멤버 - 아들의 전쟁 OST Part.1 《시리다》

2016년
- 2016년 3월 18일 발매 태양의 후예 OST Part.6 《말해! 뭐해?》
- 2016년 9월 20일 발매 구르미 그린 달빛 OST Part.6 《녹는다》

2017년
- 2017년 6월 8일 발매 군주 - 가면의 주인 OST Part.8  《내가 사랑할 사람》

2018년
- 2018년 5월 7일 발매 투유 프로젝트 - 슈가맨2 Part 16 《너말고 니언니》
- 2018년 10월 23일 발매 뷰티 인사이드 OST Part 4  《내 생에 아름다운》
- 2018년 12월 13일 발매 이현도 4집-The New Classik...And You Got The Winner 《센스 멋쟁이 (Feat. 국카스텐, 멜로망스, 바버렛츠, 케이윌, 정동하)》

2021년
- 2021년 4월 22일 발매 오! 주인님 OST Part 4  《내 사랑 내 곁에》

## 콘서트
한국
- 2007년 4월 28일 《첫 번째 미니 콘서트》 (위치 : 서울 홍대 ClubUnit)
- 2009년 12월 25일 《첫 번째 단독 콘서트》 (위치 : 서울 연세대학교 대강당)
- 2010년 12월 24일, 25일 《두 번째 단독 콘서트》 (위치 : 서울 연세대학교 대강당)
- 2011년 6월 25일 《가슴이 뛴다 콘서트 》 (위치 : 서울 올림픽공원 올림픽홀)
- 2011년 12월 24일, 25일 《케이윌의 수상한 크리스마스 콘서트》 (위치 : 서울 연세대학교 대강당)
- 2012년 3월~04월 《첫 번째 전국투어 콘서트 : 니가 필요해》
  - 2012년 3월 24일 (위치 : 부산 KBS홀)
  - 2012년 3월 31일 (위치 : 대구 영남대학교 천마아트센터 그랜드홀)
  - 2012년 4월 7일 (위치 : 대전 충남대학교 정심화홀)
  - 2012년 4월 21일 (위치 : 서울 올림픽공원 올림픽홀)
- 2012년 12월 24일, 25일, 26일 《케이윌의 대단히 박진감 넘치는 콘서트》 (위치 : 서울 이화여자대학교 대강당)
- 2013년 8월 8일, 09일, 10일, 11일 《첫 번째 소극장 콘서트 : 나가면 케고생이야》 (위치 : 서울 이화여자대학교 삼성홀)
- 2013년 12월 24일, 25일 《2013 케대박 콘서트》 (위치 : 서울 경희대학교 평화의 전당)
- 2014년 2월 《두 번째 전국투어 콘서트 : 케대박 콘서트》
  - 2014년 2월 8일 (위치 : 일산 고양 아람누리 아람극장)
  - 2014년 2월 15일 (위치 : 대구 경북대학교 대강당)
  - 2014년 2월 22일 (위치 : 부산 KBS홀)
- 2014년 5월 11일 《브라이언 맥나잇 & 케이윌 콘서트》 (위치 : 서울 잠실 실내체육관)
- 2014년 9월 12일 《케이윌 & 린 콘서트 'Romantic September》 (위치 : 서울 63빌딩)
- 2014년 9월 21일 《윤종신 김태우 케이윌 콘서트 - Voice to Voice》 (위치 : 부산 BEXCO)
- 2014년 12월 《2014 케대박 콘서트》
  - 2014년 12월 24일, 25일 (위치 : 부산 BEXCO)
  - 2014년 12월 30일, 31일 (위치 : 서울 경희대학교 평화의 전당)
- 2015년 7월 《두 번째 소극장 콘서트 : 나가면 케고생이야》
  - 2015년 7월 8일, 9일, 10일, 11일, 12일 (위치 : 서울 이화여자대학교 삼성홀)
  - 2015년 7월 18일, 19일 (위치 : 대구 수성아트피아 용지홀)
- 2015년 12월 《2015 케대박 콘서트》
  - 2015년 12월 24일, 25일, 26일 (위치 : 서울 경희대학교 평화의 전당)
  - 2015년 12월 31일 (위치 : 광주 김대중컨벤션센터 다목적홀)
  - 2016년 1월 16일 (위치 : 부산 KBS홀)
  - 2016년 1월 30일 (위치 : 대구 경북대학교 대강당)

## 예능
- MBC 《무한도전》 (2009년 8월 8일 ~ 8월 22일, 2009년 10월 10일, 2010년 1월 30일, 2010년 3월 20일, 2012년 11월 17일)
- KBS 드라마 《쏘울 스페셜》 - 주호 역 (2009년 11월 1일)
- Trend E 《더 뮤지트》 (2010년 7월 31일 ~ 2011년)
- MBC 《코이카의 꿈》 (2011년 12월 18일 ~ 2011년 12월 25일)
- KBS 2TV 《불후의 명곡: 전설을 노래하다》 (2012년, 2013년)
- SBS 파워FM 《케이윌의 영스트리트》 - DJ (2013년 12월 27일 ~ 2015년 1월 4일)
- MBC 《진짜 사나이》 (2014년 2월 16일 ~ 2015년 1월 18일)
- Mnet 《엠카운트다운 비긴즈》 - MC (with 김예원 / 2014년 5월 8일 ~ 2015년 1월 29일)
- Mnet 《No.Mercy》 - 심사위원 (2014년 12월 10일 ~ 2015년 2월 11일)
- SBS 파워 FM 《케이윌의 대단한 라디오》 - DJ (2015년 1월 5일 ~ 2015년 11월 1일)
- MBC《미스터리 음악쇼: 복면가왕》(2015년 2월 18일, 2017년 7월 9일 ~ 7월 30일) - 오페라 스타, 제60대 복면가왕 바다의 귀염둥이 아기해마
- SBS 《하이드 지킬, 나》 - 라디오 DJ 역 (2015년 3월 19일)
- Mnet 《칠전팔기 구해라》 - 본인 역 (2015년 3월 27일)
- KBS 2TV 《프로듀사》 (2015년 6월 12일)
- SBS 《동상이몽, 괜찮아 괜찮아》 (2015년 10월 10일)
- Mnet 《너의 목소리가 보여 시즌 2》 (2015년 11월 12일)
- SBS 《보컬 전쟁: 신의 목소리》 (2016년 4월 27일 ~ 2016년 8월 15일)
- JTBC 《히든싱어》 2013년 5월 11일 시즌1 김종국편 모창능력자 출연 - 3R 탈락, 2018년 7월 8일 시즌5 4회 원조가수 출연 - 최종 우승
- MBC 《미스터리 음악쇼: 복면가왕》 - 바다의 귀염둥이 아기해마 < 가왕 >, 연예인 판정단
- tvN 《슈퍼히어러》 - 히어러 시즌1(2019년 6월 16일 ~ 2019년 8월 4일)
- 유튜브 《핑계고》- (2024년 3월 14일, 2024년 6월 8일)
- 유튜브 《집대성》- (2024년 6월 14일)

## 사고 및 해프닝

### 신종 플루
2009년 10월 14일 저녁, 케이윌이 신종 플루 확진 판정을 받았다고 기사가 보도되었다. 소속사인 스타쉽 엔터테인먼트는 케이윌이 22일에 발표할 정규 2집 작업에 돌입하던 중, 사흘 전부터 고열에 시달렸었다고 한다. 처음에는 밤샘 작업으로 인한 감기몸살인 줄 알았는데 혹시나 해서 병원에 갔더니 신종 인플루엔자 확진 판정되었다고 했다. 그래서 결국에 케이윌은 신종 플루로 인해 활동을 중단하고 당분간 병원에 입원하고 회복을 위한 휴식 기간을 가질 것이라고 그의 소속사는 말했었다. 케이윌은 진단 7일 만인 21일, 신종 플루 완치 판정을 받았다.

### 케이힐 해프닝
2010년 3월 21일 새벽(한국 표준시 기준) 2009-10 시즌 프리미어 리그 볼턴 원더러스와 에버턴와의 경기에서 볼턴 원더러스의 이청용 선수가 볼 경합 도중에 에버턴 소속의 팀 케이힐 선수에게 부상을 당하자 경기를 시청하고 있던 팬들이 팀 케이힐과 이름이 비슷한 케이윌의 미니홈피에 찾아가 항의하는 사건이 발생하였다. 이 사건으로 가수 케이윌의 미니홈피 방문자가 폭주한 것은 물론 포털 사이트 실시간 검색어 1위 및 관련 검색어에 케이힐이 선정되는 기염을 토했다. 이후 케이윌은 자신의 억울함을 미니홈피 대문글 및 게시물로 재치 있게 표현하기도 했다.

## 수상 내역
- 2007년 방송 작가 선정 최고 신인 가수
- 2009년 제1회 《멜론 뮤직 어워드》 - TOP 10
- 2009년 제10회 《대한민국영상대전》 - 가수부문 포토제닉상
- 2010년 제16회 《대한민국 연예예술상》 - 남자 발라드 가수상
- 2012년 제26회 《골든 디스크》 - 디지털음원부문 본상
- 2012년 제1회 《가온 차트 K-POP 어워드》 - 올해의 가수상 음원부문 3월
- 2012년 제4회 《멜론 뮤직 어워드》 - R&B/발라드부문
- 2013년 제22회 《하이원 서울가요대상》 - R&B발라드상
- 2013년 제5회 《멜론 뮤직 어워드》 - 뮤직스타일상(R&B/발라드부문)
- 2014년 제23회 《하이원 서울가요대상》 - R&B발라드상
- 2014년 《MBC 방송연예대상》 - 가수 부문 특별상
- 2015년 제 29회 《골든디스크》 - 음원 본상
- 2015년 제 24회 《하이원 서울가요대상》 - R&B 발라드상
- 2016년 제11회 《아시아 모델 페스티벌》 - 한류 특별상
- 2017년 제11회 《DIMF AWARDS》 - 올해의 신인상

### 가요 프로그램 1위
| 연도            | 수상 내역 (총 16회) |
| --------------- | --- |
| 2011년 (총 1회) | - 가슴이 뛴다 (총 1회) - 4월 3일 SBS 《인기가요》 뮤티즌송 |
| 2012년 (총 7회) | - 니가 필요해 (총 1회) - 3월 2일 KBS 《뮤직뱅크》 K-Chart 1위 - 이러지마 제발 (총 6회) - 10월 25일 M.net 《엠카운트다운》 1위 - 10월 31일 KMTV 《뮤직 트라이앵글》 1위 - 11월 1일 M.net 《엠카운트다운》 1위 (2주 연속) - 11월 2일 KBS 《뮤직뱅크》 K-Chart 1위 - 11월 9일 KBS 《뮤직뱅크》 K-Chart 1위 (2주 연속) - 11월 16일 KBS 《뮤직뱅크》 K-Chart 1위 (트리플 크라운) |
| 2013년 (총 6회) | - Love Blossom (총 3회) - 4월 17일 MBC MUSIC 《쇼챔피언》 챔피언송 - 4월 19일 KBS 《뮤직뱅크》 K-Chart 1위 - 4월 24일 MBC MUSIC 《쇼챔피언》 챔피언송 (2주 연속) - 촌스럽게 왜 이래 (총 3회) - 11월 1일 KBS 《뮤직뱅크》 K-Chart 1위 - 11월 2일 MBC 《쇼음악중심》 1위 - 11월 3일 SBS 《인기가요》 1위                                                                      |
| 2014년 (총 2회) | - 오늘부터 1일 (총 2회) - 7월 9일 MBC MUSIC 《쇼챔피언》 챔피언송 - 7월 10일 M.net 《엠카운트다운》 1위 |